# 氢化铝
氢化铝（AlH3）是铝的氢化物。用作还原剂。用于炔烃的铝氢化反应、烯丙重排反应以及氢燃料汽车中氢气的储存。
氢化铝是无色的聚合结构固体（(AlH3)n）。

## 历史
氢化铝最早是以杂质或胺／醚络合物的形式得到。直到1947年，芝加哥大学的 Finholt 等才首次制得纯的氢化铝。

## 结构与物理性质
氢化铝有多种晶型，较为常见的有 α-、α'-、β-、δ-、ε-、θ- 和 γ-型。α-氢化铝为立方或菱方结构，每个 Al 原子被6个 H 原子包围，每个 H 原子再各自与另外一个 Al 原子桥连；Al-H 键长均为 172 pm，Al-H-Al 角为 141°。α'-型氢化铝则为针状结晶。
氢化铝可溶于四氢呋喃和醚。
|             |                   |                  |
| α-AlH3 晶胞 | Al 原子的配位情况 | H 原子的配位情况 |

### 氢化铝分子
AlH3单体已在低温的固体惰性气体基质中分离，结构为平面型分子，很不稳定。它的二聚体Al2H6已在固态氢中分离。它的结构和乙硼烷（B2H6）以及乙镓烷（Ga2H6）一样。

## 化学性质
α-氢化铝为热稳定性最高的晶型。
β- 和 γ-型氢化铝通常会共同生成，并且在加热时会转变为 α-氢化铝。δ-、ε- 和 θ-氢化铝则在不同的结晶条件下生成；虽然其稳定性不及 α-变体，但加热时并不会发生晶型转变。
AlH3 可与强路易斯碱很快形成加合物。例如它可与三甲胺形成 1:1 和 1:2 两种加合物。1:1加合物在气相是四面体型结构，在固态则为含有氢桥的二聚结构——(NMe3Al(μ-H))2。1:2加合物为三角双锥结构。
某些加合物如乙基二甲基胺-氢化铝（NMe2Et.AlH3）可遇热分解为金属铝，可能在有机金属化学气相沉积有潜在的应用。

## 制取
氢化铝一般是通过用氢化铝锂的醚溶液与三氯化铝作用而制得。反应后得到的是氢化铝的醚溶液。另一个产物氯化锂则沉淀出来。反应时一般需要加入 0.5-4 mol 的硼氢化物以助于三氯化铝的溶解。硼氢化物的价格较贵，并且反应后不能回收，从而增加了氢化铝的制取成本。
3 LiAlH4 + AlCl3 → 4 AlH3 + 3 LiCl
氢化铝的醚溶液需要现制现用，否则 AlH3 与醚形成的聚合物会与 AlH3 一同沉淀出来。AlH3 溶液通常会在制备3日后变质。
AlH3 活性高于氢化铝锂。它在使用时的注意事项与氢化铝锂相似。相关实验需在通风橱中进行。
此外还可通过如下方法制取氢化铝：
2 LiAlH4 + BeCl2 → 2 AlH3 + LiBeH2Cl2
2 LiAlH4 + H2SO4 → 2 AlH3 + Li2SO4 + 2 H2
2 LiAlH4 + ZnCl2 → 2 AlH3 + 2 LiCl + ZnH2

## 用途

### 还原剂
氢化铝在有机合成中最常用的用途是作为还原剂，它在很多方面与氢化铝锂都很相似。它可将醛、酮、羧酸、酸酐、酰氯、酯和内酯分别还原为相应的醇。与酰胺、腈和肟作用时，则可将其还原为相应的胺。
氢化铝在反应选择性方面与其他氢化物还原剂有所不同。例如，在如下环己酮衍生物的还原反应中，用氢化铝锂作还原剂，得到的顺：反异构体之比为1.9:1；用氢化铝作还原剂，产生的顺：反异构体比例则为7.3:1。
Corey 等发展了一种对某些酮类进行羟甲基化的方法。（酮以烯醇负离子的形式“被保护”，因此未被还原）
氢化铝对卤代烃的还原很慢，有时甚至无法进行。下面的反应就是利用了这个性质，只让羧基被还原，而卤原子保持不变。
硝基无法被氢化铝还原。例子见下。
氢化铝可将缩醛还原为半保护的二醇。
氢化铝也可用于环氧化物的开环。
用氢化铝促进的烯丙重排反应为 SN2 反应，对于立体位阻的底物也适用。

### 铝氢化反应
氢化铝可对炔丙醇进行加成。与四氯化钛共用时，氢化铝可对碳碳双键进行加成。反应类似于硼氢化反应。

### 其他
氢化铝可能是氢燃料汽车中用于储氢的适宜材料。氢化铝含有10%的氢（质量），并可储存148g/L的氢（液氢密度的两倍）。不过迄今为止还没有很成功的将铝副产物重新转化为 AlH3 的方法。
氢化铝是火箭推进剂之一。也用于爆破与烟火用途。
可做為疫苗額外添加的佐劑。

## 化学反应
氢化铝（的醚络合物）遇空气或水均会剧烈分解，产物是复杂的、与乙醚形成的铝二乙醚合物。
AlH3 + (C2H5)2O → H3Al·O(C2H5)2
氢化铝可在加热时将二氧化碳还原为甲烷：
4 AlH3 + 3 CO2 → 3 CH4 + 2 Al2O3
与氢化锂反应时，产生氢化铝锂：
AlH3 + LiH → LiAlH4
氢化铝与水反应，分解产生氢氧化铝和氢气:
AlH3 + 3H2O → Al(OH)3↓ + 3H2

## 危害
氢化铝并不会自发燃烧。它的处理类似氢化铝锂。氢化铝会在空气或水中分解，将其钝化会大幅减少分解率。氢化铝遇水会放出可燃气体。
用氢化铝还原三氟甲基化合物可能会爆炸。